# كريستوف مينيل
كريستوف مينيل (بالإنجليزية: Christoph Meinel)‏ (من مواليد 14 أبريل 1954، مايسن، ألمانيا) وهو عالم ألماني وأستاذ جامعي في علوم الكمبيوتر. وهو الرئيس والمدير التنفيذي لمعهد هاسو بلاتنر (HPI) لهندسة نظم تكنولوجيا المعلومات في جامعة بوتسدام (ألمانيا)، وأستاذ في تقنيات وأنظمة الإنترنت.
وهو عضو في الأكاديمية الوطنية الألمانية للعلوم والهندسة. وهو رئيس مجلس آي بي في6 الألماني، ومدير برنامج أبحاث التصميم في ستانفورد في معهد هاسو بلاتنر. وهو رئيس اللجنة التوجيهية لمعهد هاسو بلاتنر (HPI)، وعضو في العديد من المجالس الاستشارية مثل المجلس الاستشاري الأمني في ساب إس إي. في عام 2006، استضاف هو وهاسو بلاتنر أول «قمة تكنولوجيا للمعلومات القومية» الألمانية للمستشارة الألمانية الاتحادية الدكتورة أنغيلا ميركل.
تتركز اهتماماته البحثية الفعلية وأنشطته على تكنولوجيا الإنترنت والأنظمة وعلى أبحاث الابتكار. يركز بشكل خاص على:
- هندسة الأمان (أمن الإنترنت، أمن SOA، الوعي الأمني)،
- هندسة المعرفة والتعليم الإلكتروني و Tele-TASK، Web3.0، الصحة الرقمية الآمنة.
- ابتكار البحوث في مجال التفكير التصميمي.

## حياته العملية
درس كريستوف مينيل الرياضيات وعلوم الكمبيوتر في جامعة هومبولت في برلين من 1974-1979 وحصل على درجة الدكتوراه في عام 1981.
بعد زيارته لجامعتي ساربروكن وبادربورن، عين في عام 1992 أستاذاً (C4) لعلوم الكمبيوتر في جامعة ترير (ألمانيا). في ذلك الوقت، تركزت أنشطته البحثية في نظرية التعقيد الحسابي وهياكل البيانات الفعالة (خصوصًا مخططات القرارات الثنائية - BDDs) لتصميم الشرائح.
في منتصف التسعينات، وسع تركيزه البحثي على الإنترنت وتقنيات الويب، خاصةً أنه بدأ البحث والتطوير التطبيقي في تكنولوجيا المعلومات والأمن والتليفزيون. وفي ذلك الوقت، أسس معهد معهد التليماتية الذي أشرف عليه مجمع فراونهوفر للأبحاث التطبيقية. وهناك اخترع تقنيات مثل حل الأمان العالي Lock-Keeper و Tele-TASK لتسجيل ومحاضرات البث عبر الإنترنت والعروض التقديمية.
بين عامي 1996 و 2007، كان مينيل عضوًا في المجلس العلمي لـ IBFI Schloß Dagstuhl ورئيس مجموعة الاهتمامات الخاصة حول تعقيد مجتمع علوم الكمبيوتر الألماني.
في عام 2004، تم تعيينه المدير العلمي والرئيس التنفيذي لشركة HPI، والأستاذ الكامل لتكنولوجيا ونظم الإنترنت في جامعة بوتسدام (ألمانيا). وهو أيضًا مدرس في مدرسة HPI للتفكير في التصميم ومدير برنامج HPI-Stanford لأبحاث التفكير التصميمي.
بالإضافة إلى نشاطاته التعليمية في بوتسدام، يعمل أستاذاً فخرياً في الجامعة التقنية في بكين (الصين)، وأستاذ زائر في جامعة شنغهاي (الصين)، وزميل باحث رفيع المستوى في جامعة سونت في جامعة لوكسمبورغ. يترأس كريستوف مينيل العديد من اللجان العلمية واللجان البرنامجية الدولية، وقام بتنظيم العديد من الندوات والمؤتمرات الداخلية.

## وصلات خارجية
- Personal Homepage
- Hasso-Plattner-Institut, Potsdam, Germany
- List of Publications on the DBLP-Server
- MOOCs platform of HPI
- tele-TASK portal - archive of more than 5.000 lecture videos
- German IPv6 Council
- High-security network solution Lock-Keeper
- ECCC - The Electronic Colloqium on Computational Complexity
- ECDTR - The Electronic Colloqium on Design Thinking Research
- Blog about ICT in Germany